# Ellweiler
Ellweiler ist eine Ortsgemeinde im Landkreis Birkenfeld in Rheinland-Pfalz. Sie gehört der Verbandsgemeinde Birkenfeld an.

## Geographie
Der Ort liegt am Traunbach im Schwarzwälder Hochwald im Hunsrück nahe der Grenze zum Saarland. 67,6 Prozent der Gemarkungsfläche sind bewaldet. Im Norden befindet sich Dambach, im Osten Neubrücke und im Süden Nohfelden.
Zu Ellweiler gehören auch die Wohnplätze Haumbach, Sägewerk Neubrücker Mühle und Rasthaus Steinautal.

## Geschichte
Ellweiler wurde Ende des 12. Jahrhunderts erstmals urkundlich im Verzeichnis der Einkünfte des Erzstifts Trier aus der Zeit von 1180 bis 1190 erwähnt. Der Zehnt des Ortes ging über lange Zeiträume an das Kloster Tholey. Nachdem Ellweiler zunächst zu einem Lehen von Kurtrier gehört hatte, welches die Herren zu Hunolstein seit 1348 innehatten, gelangte es 1480 an das Herzogtum Pfalz-Zweibrücken. Von diesem wurde das Dorf der Pflege Achtelsbach zugeordnet, die bis zum Ende des 18. Jahrhunderts Teil des Zweibrücker Amtes Nohfelden war.
Die Inbesitznahme des Linken Rheinufers durch französische Revolutionstruppen beendete die alte Ordnung. Ellweiler wurde von 1798 bis 1814 Teil der Französischen Republik (bis 1804) und anschließend des Französischen Kaiserreichs. Der Ort wurde der Mairie Achtelsbach zugeordnet, die dem Kanton Birkenfeld im Arrondissement Birkenfeld des Saardepartements angehörte. Nach der Niederlage Napoleons kam die Region 1817 aufgrund der auf dem Wiener Kongress (1815) getroffenen Vereinbarungen zum oldenburgischen Fürstentum Birkenfeld. Aus der Mairie wurde die Bürgermeisterei Achtelsbach, die einem neuen, geringfügig erweiterten Amt Nohfelden zugeordnet wurde.
Als Folge des Ersten Weltkriegs war die gesamte Region dem französischen Abschnitt der Alliierten Rheinlandbesetzung zugeordnet. Ellweiler gehörte von 1918 an zum oldenburgischen „Landesteil Birkenfeld“ und kam 1937 zum preußischen Landkreis Birkenfeld. Nach dem Zweiten Weltkrieg wurde der Ort 1946 innerhalb der französischen Besatzungszone Teil des damals neu gebildeten Landes Rheinland-Pfalz.
Bevölkerungsentwicklung
Die Entwicklung der Einwohnerzahl von Ellweiler, die Werte von 1871 bis 1987 beruhen auf Volkszählungen:
| Jahr | Einwohner |
| 1815 | 207       |
| 1835 | 239       |
| 1871 | 221       |
| 1905 | 226       |
| 1939 | 230       |
| 1950 | 265       |

| Jahr | Einwohner |
| 1961 | 290       |
| 1970 | 233       |
| 1987 | 291       |
| 1997 | 295       |
| 2005 | 295       |
| 2024 | 329       |

## Politik

### Gemeinderat
Der Gemeinderat in Ellweiler besteht aus acht Ratsmitgliedern, die bei der Kommunalwahl am 9. Juni 2024 in einer Mehrheitswahl gewählt wurden, und dem ehrenamtlichen Ortsbürgermeister als Vorsitzendem. In der Wahlperiode 2014 bis 2019 gehörten dem Gemeinderat sechs Ratsmitglieder an, da die Einwohnerzahl von Ellweiler am gemäß rheinland-pfälzischen Kommunalwahlrecht maßgeblichen Stichtag nicht über 300 gelegen hatte.

### Bürgermeister
Holger Spreier wurde am 19. Juli 2024 Ortsbürgermeister von Ellweiler. Bei der Direktwahl am 9. Juni 2024 hatte er sich mit einem Stimmenanteil von 64,0 % gegen die Amtsinhaberin durchgesetzt.
Spreiers Vorgängerin Ellen Breuer hatte das Amt am 17. Juli 2019 übernommen, nachdem sie bei der Direktwahl am 26. Mai 2019 mit 55,69 %  der Stimmen für fünf Jahre gewählt worden war. Zuvor waren bis 2019 Gerhard Göttge und bis 2014 Hans-Robert Spreier Ortsbürgermeister von Ellweiler.

### Wappen
| Wappen von Ellweiler | Blasonierung: „In geteiltem Schild oben eine rote Elchschaufel in Gold, unten ein rotbewehrter, -gezungter und -gekrönter wachsender goldener Löwe in Schwarz.“                                    |
| Wappen von Ellweiler | Wappenbegründung: Die Elchschaufel symbolisiert den Ortsnamen und der Löwe entstammt dem Wappen von Pfalz-Zweibrücken. Das Wappen wurde 1963 vom rheinland-pfälzischen Innenministerium genehmigt. |

## Kultur und Sehenswürdigkeiten

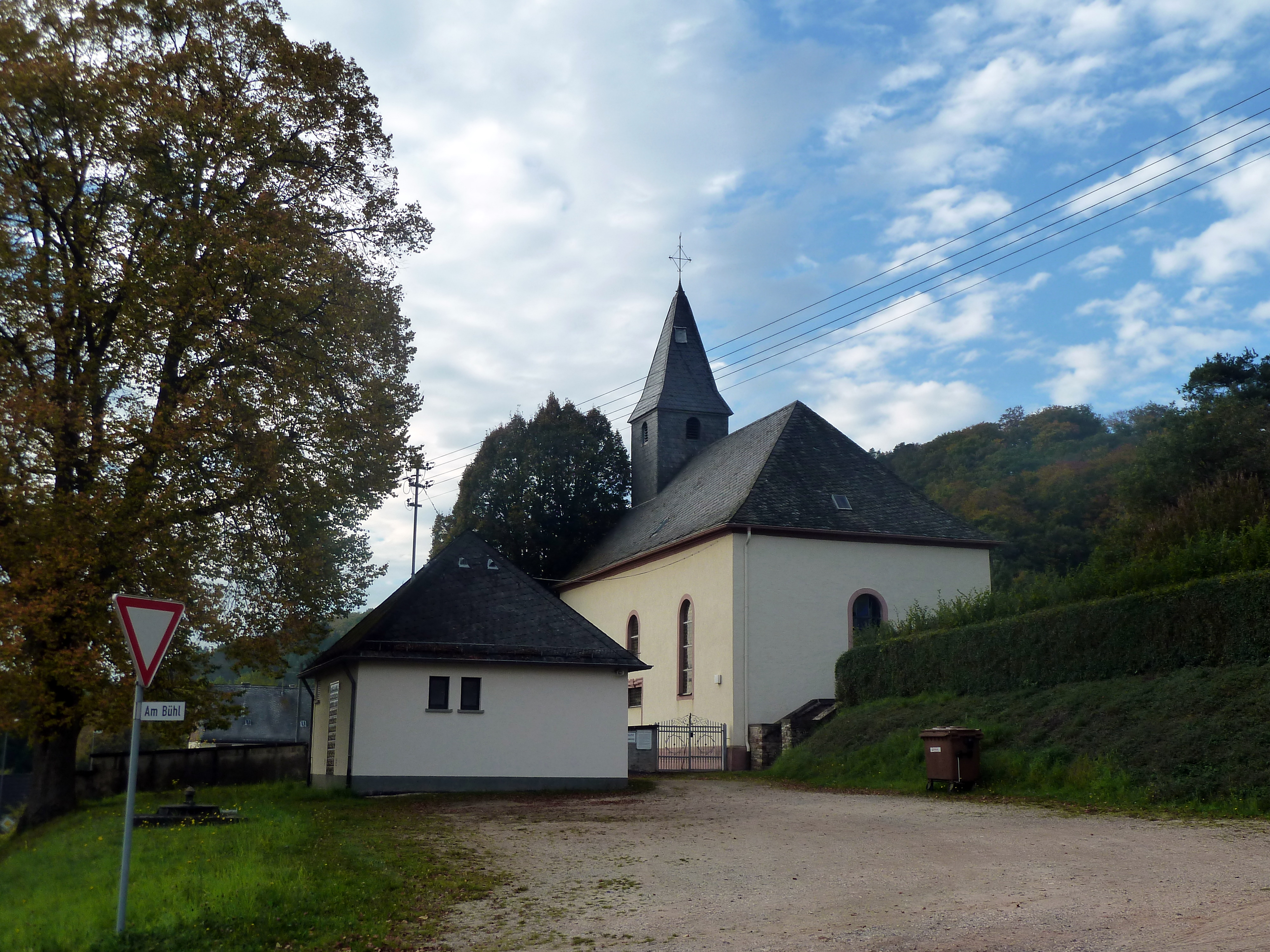
Evangelische Kirche (2010)

In die Denkmalliste des Landes Rheinland-Pfalz (Stand: 2023) wird die Evangelische Kirche, ein Saalbau von 1776, als ortsbildprägendes Kulturdenkmal ausgewiesen.

## Wirtschaft und Infrastruktur

### Verkehr
Ellweiler liegt an der Landesstraße 165. Im Südosten verlaufen die Bundesstraße 41 und die Bundesautobahn 62. In Neubrücke ist ein Bahnhof der Bahnstrecke Bingen–Saarbrücken.

### Früherer Uranerzabbau
Von 1958 bis 1967 erfolgte am „Bühlskopf“, nördlich von Ellweiler (⊙), eine Gewinnung von Uranerzen durch die „Gewerkschaft Brunhilde“ im Tagebau. Kleinere Uranvorkommen wurden auch 650 m nordwestlich des Bühlkopfes am Nordosthang des „Der Stein“ gefunden, ebenso westlich von Nohfelden und an der Nohfelder Burg. Die Verarbeitung erfolgte in der Uranerzaufbereitungsanlage Ellweiler.